# Ken Howard & Alan Blaikley
Kenneth Charles „Ken“ Howard (* 26. Dezember 1939 in Hampstead/London; † 24. September 2024) und Alan Tudor Blaikley (* 23. März 1940, Hampstead/London; † 4. Juli 2022 ebenda) gehörten ab 1964 zu den erfolgreichsten britischen Autorenteams in der Popmusik und zeichnen für den gesamten Erfolg einer einzigen Popband alleine verantwortlich.

## Werdegang

Honeycombs - Have I The Right?

Ken Howard begann als angestellter Autor in der Drama-Abteilung bei der BBC (Man Alive oder The Kids Are United), der private Sender ITV strahlte Howards Enter The Adventure aus. In jener Zeit hatte Howard einige Popsongs geschrieben, für die er eine noch unbekannte Band suchte. Zu diesem Zweck besuchte er die Londoner Mildmay Tavern, wo seit 1963 die Honeycombs (damals noch Sheratons) auftraten. Zusammen mit Alan Blaikley hatte Howard den Titel Have I the Right? verfasst. Beide nahmen dort Kontakt zu den späteren Honeycombs auf, vermittelten Probeaufnahmen im naheliegenden Tonstudio des exzentrischen Produzenten Joe Meek und wurden die Manager der Band um die Schlagzeugerin Ann „Honey“ Lantree. Meek wandte die gleichen Produktionstechniken an, die er bei anderen Interpreten mehr oder weniger erfolgreich getestet hatte. Sein Markenzeichen waren mehrfaches Overdubbing, mit hohem Pegel versehene Aufnahmen der Instrumente, Limiting, Kompression und Verzögerung der Geschwindigkeit.

## Erste Platte
Diese Effekte kamen auch bei Have I The Right? im Mai 1964 zum Einsatz. Um den kompromisslosen Beat noch zu verschärfen, ließ Meek die fünf Bandmitglieder im Holztreppenhaus des Studios synchron mit den Füßen auf die Treppen stampfen, von vier Mikrofonen aufgenommen. Der Song mit hoher Komprimierung erreichte nach seiner Veröffentlichung am 16. Juni 1964 den ersten Rang der britischen Hitparade und wurde zum weltweiten Millionenseller. Eine Plagiatsklage von Geoff Goddard, der über Joe Meek in enger Beziehung zu Howard/Blaikley stand, wurde zurückgezogen. Joe Meek hatte Howard/Blaikleys Auffassung unterstützt, dass Have I The Right? kein Plagiat von Goddards Give Me The Chance sei. Das sah auch das London High Court im Juli 1965 so, als es die Klage zurückwies.
Weniger Erfolg hatten dann die Howard/Blaikley-Kompositionen Is It Because (Oktober 1964), I Can’t Stop (aufgenommen im Dezember 1964 und veröffentlicht im Januar 1965) oder Something Better Beginning (April 1965). Grund war hierfür insbesondere, dass das Autorenteam in seiner Funktion als Manager die Honeycombs auf Tournee nach Australien sandte, als Have I The Right? die Spitzenposition der britischen Charts eroberte und deshalb nicht durch Auftritte in der Heimat den Erfolg zementieren konnte. Die erste LP der Honeycombs war inzwischen im Oktober 1964 erschienen, und von 14 Titeln waren neun von Howard/Blaikley geschrieben. Erst That’s The Way (August 1965), das im Hinblick auf die melodiöse Form völlig im Kontrast zu dem überproduzierten Millionenseller stand, konnte einen Rang zwölf erreichen. Das nächste Album All Systems Go! (November 1965) enthielt lediglich noch vier Titel vom Autoren-Team.
Howard/Blaikley vergrößerten ihre Management-Arbeit durch unbekannt gebliebene Bands wie The Wolves, The Keys oder Gary Wright. The Keys übernahmen für ihre Mitte 1964 erschienene Single die Howard/Blaikley-Komposition Colour Slide, The Wolves brachten den Titel Now von Howard/Blaikley im November 1964 heraus. Es folgte für die Sorrows der Titel Zabadak (LP Take A Heart, veröffentlicht am 30. November 1964), der später in einer Coverversion noch für Schlagzeilen sorgen wird.

## Erfolgreiche Popgruppe wird entdeckt
Alan Blaikley hörte die Band Dave Dee, Dozy, Beaky, Mick & Tich bei einem Sommer-Auftritt 1964 in Clacton-on-Sea und brachte auch diese Band zu Joe Meek, der sie mit einer langsameren Tonbandgeschwindigkeit aufnehmen wollte. Als die Band Widerstand leistete, warf Meek sie nach einer halben Stunde aus dem Studio. Im November 1964 wurden sie dann von Steve Rowland in den Londoner Phillips-Studios produziert. Am 29. Januar 1965 erschien mit No Time / Is It Love? ihre erste Single, deren A-Seite von Howard/Blaikley verfasst worden war. Sie gelangte ebenso wenig in die Hitparade wie die am 2. Juli 1965 erschienene Nachfolgeplatte All I Want / It Seems A Pity. Erst der dritte Versuch, die am 5. November 1965 veröffentlichte Single You Make It Move / I Can't Stop konnte sich in der britischen Hitparade platzieren, wo sie Platz 26 erreichte. Die A-Seite enthielt bereits den charakteristischen Fuzz-Tone-Effekt, der künftig auf vielen Dave Dee-Platten zu hören war. Der Durchbruch gelang dann mit Hold Tight (März 1966), das bis auf Rang vier der britischen Charts vordringen konnte.

Dave Dee, Dozy, Beaky, Mick & Tich - Bend It

Howard/Blaikley zeichneten fortan für alle Hits der Band verantwortlich. Die Autoren waren sich des Risikos von aufeinanderfolgenden, aber sehr ähnlich klingenden Singles bewusst und entschieden sich, bei der am 9. September 1966 auf den Markt gebrachten Single Bend It die Instrumentation mit griechisch klingenden Instrumenten anzureichern und den Sirtaki-Rhythmus durch Beschleunigung des Tempos zu adaptieren. Um einen Bouzouki-ähnlichen Sound zu erhalten, wurde eine elektrische Mandola eingesetzt. Das mit Zweideutigkeiten gespickte Stück (bereits der Titel war eine Anspielung) avancierte mit einem zweiten Platz zur bisher besten Platzierung der Band und erreichte Millionenseller-Status. Dieses Schema wurde später mit lateinamerikanischer Perkussion (Save Me; Dezember 1966), russischer Balalaika (Okay; Mai 1967) oder afrikanischen Trommeln (Zabadak; November 1967) variiert. Zabadak war eine Fassung des Originals der Sorrows, die als Coverversion wesentlich mehr Erfolg hatte. Die einzige Topnotierung gelang mit dem zweiten Millionenseller Legend Of Xanadu, das nach seiner Veröffentlichung am 8. Februar 1968 bis auf Rang eins kletterte. Der Titel fiel durch seine melodramatische Stierkampfatmosphäre und Peitschenknall-Effekte auf, die eine völlige Abkehr von den bisherigen Sounds bedeuteten.
Howard/Blaikley schrieben insgesamt 13 aufeinanderfolgende Hits für die Band, die durch eingängige Melodien, ungewöhnliche Soundeffekte und oftmals zweideutige Anspielungen auffielen. Das Autorenteam kann insgesamt 33 Titel der Band als Urheber für sich reklamieren, sodass Dave Dee & Co. bis zum August 1969 von diesem Autorenteam völlig abhängig war.

## Weitere Kompositionen
In der Zwischenzeit hatte sich das Autorenteam auch mit anderen Bands befasst. Erfolgreich war das Teen-Epos From The Underworld der kurzlebigen Band The Herd, das nach seiner Veröffentlichung im September 1967 bis auf Rang sechs gelangte. Produziert von Steve Rowland und angereichert mit einem Big-Ben-Läuten im Intro und einer Bach-Trompete im Mittelteil, verschaffte der ungewöhnliche Song aus der Unterwelt der Band große Aufmerksamkeit durch eine Konzentration von Hippie-Klischees. Auch die folgenden Singles Paradise Lost (Dezember 1967) und I Don’t Want Our Lovin‘ To Die (April 1968) waren aus der Feder von Howard/Blaikley und kamen in die Top 20. Die schottischen Marmalade übernahmen im Oktober 1968 vom Team Wait For Me Marianne, das jedoch nur einen Rang 30 erreichen konnte. Künftig produzierte das Team sämtliche Hits der Marmalade, auch den Tophit Ob-La-Di, Ob-La-Da vom Dezember 1968, bis zu Baby Make It Soon (Juni 1969). Zusammen mit Geoff Stephens verfasste Ken Howard für Lulu den Titel Boy, der im Mai 1968 herauskam und bis auf Rang 15 vordrang.
Abseits vom Pop schrieben Howard/Blaikley sieben Songs für das Album Matthews Southern Comfort von Ian Matthews, das im Januar 1970 erschien und auch vom Autorenteam produziert worden war (mit dem Pseudonym Steve Barlby). Unter den in Richtung Folkrock tendierenden Titeln befand sich auch I’ve Lost You, das von Elvis Presley erfolgreich als Single gecovert wurde (aufgenommen am 4. Juni 1970 in Nashville). Zwei Tage später entstand von Elvis Heart of Rome, komponiert von Geoff Stephens sowie Blaikley/Howard, das mit spanischer Gitarre als B-Seite von I’m Leaving erschien. Das zweite Album von Ian Matthews, dessen Formation sich inzwischen nach dem ersten Albumtitel Matthews Southern Comfort benannt hatte, wurde ebenso von Howard/Blaikley produziert; Second Spring kam im Juli 1970 auf den Markt. Für die Flaming Youth brachten sie eine Science-Fiction-Geschichte in den Pop, doch ihr Konzept-Album Ark II vom Oktober 1969 erreichte außer guten Kritiken keinen kommerziellen Erfolg. Die meisten der 15 Titel – benannt nach Planeten oder anderen astronomischen Begriffen – wurden vom Autorenteam beigesteuert und konsequenterweise am 2. Oktober 1969 im Londoner Planetarium präsentiert. Der Schlagzeuger der Gruppe, Phil Collins, schloss sich danach Genesis an. Engelbert Humperdinck übernahm ihr Love Can Fly (LP Engelbert; März 1969), für die Popgruppe Bay City Rollers produzierten sie Manana / Because I Love You (September 1972).

## Filmmusik-Komponisten
Nachdem Howard/Blaikley die Popmusik verlassen hatten, widmeten sie sich in London einem Musical (Mardi Gras; Juli 1976) und komponierten Filmmusik etwa für die siebenteilige Fernsehserie Flame Trees Of Thika (1. September bis 13. Oktober 1981) oder für By The Sword Divided (16. Oktober 1983 bis 10. März 1985). Dann schrieben sie die Musik für 4 Folgen der Miss Marple-Serie (beginnend mit A Body In The Library, 26. Dezember 1984) und für die Sendung Screenplay (7. September 1988). Am 6. Dezember 1985 führte Howard Regie bei einem umstrittenen TV-Doku-Drama über den Jahrestag der Ermordung von John Lennon (A Journey in the Life).

## Statistik
Insgesamt haben Howard/Blaikley mindestens 48 Titel geschrieben. 17 dieser Lieder erreichten die Top 20 nationaler Hitparaden, drei Titel verkauften sich über eine Million Mal.